# Liste der denkmalgeschützten Objekte in Utzenaich
Die Liste der denkmalgeschützten Objekte in Utzenaich enthält die denkmalgeschützten, unbeweglichen Objekte der Gemeinde Utzenaich in Oberösterreich (Bezirk Ried im Innkreis).

## Denkmäler
| Foto |                 | Denkmal                                                                      | Standort                           | Beschreibung | Metadaten |
| ---- | --------------- | ---------------------------------------------------------------------------- | ---------------------------------- | --- | --- |
| ja   | Datei hochladen | Wohnhaus, ehem. Gemeindeamt und Volksschule HERIS-ID: 41646 Objekt-ID: 42193 | Binderweg 1 Standort KG: Utzenaich | Das frühere Gemeindeamt stammt aus dem Jahr 1908. Neben der Gemeindekanzlei waren in dem Haus ein Arrest, Wohnungen für den Gemeindesekretär und den Lehrer, Räume für einen eventuellen Gemeindearzt sowie zehn Wohnungen für „Gemeindearme“. Vor dem Gemeindeamt befand sich früher das Schulgebäude, es ist nicht mehr vorhanden. | BDA-Hist.: Q38002021 Status: Bescheid Stand der BDA-Liste: 2025-06-30 Name: Wohnhaus, ehem. Gemeindeamt und Volksschule GstNr.: .41/2                             |
| ja   | Datei hochladen | Gemeindeamt HERIS-ID: 38766 Objekt-ID: 38364                                 | Hofmark 3 Standort KG: Utzenaich   | Das Gemeindeamt wurde in dem ehemaligen Pfleger-Bäckerhaus und auf dem Grund des früheren Schlossweihers errichtet. Von dem früheren Geschäfts- und Wohnhaus blieben die west- und südseitige Außenmauer mit den bemerkenswerten Außenputzflächen bestehen.                                                                          | BDA-Hist.: Q37983794 Status: Bescheid Stand der BDA-Liste: 2025-06-30 Name: Gemeindeamt GstNr.: 88/1                                                              |
| ja   | Datei hochladen | Kath. Pfarrkirche Mariae Himmelfahrt HERIS-ID: 52649 Objekt-ID: 60043        | Hofmark 10 Standort KG: Utzenaich  | Das einschiffige Langhaus ist im gotischen Stil mit Kreuzrippengewölbe errichtet; das Presbyterium wurde 1493 hinzugebaut und ist netzrippengewölbt mit reich gegliederten Strebepfeilern. | BDA-Hist.: Q23541912 Status: § 2a Stand der BDA-Liste: 2025-06-30 Name: Kath. Pfarrkirche Mariae Himmelfahrt GstNr.: .29 Pfarrkirche Mariä Himmelfahrt, Utzenaich |